# Holy Diver (singolo)
Holy Diver è il primo singolo estratto dall'omonimo album di debutto dei Dio. Pubblicato nel 1983, contiene come b-side le tracce Evil Eyes e Don't Talk to Strangers.
Holy Diver, una delle canzoni più note della band di Ronnie James Dio, è stata accompagnata da un video diretto da Arthur Ellis e, nel 2009 piazzata nella posizione 43 della classifica edita da VH1 "Top 100 Hard Rock Songs".
È stata inserita nel gioco GTA: Vice City Stories, suonata nella stazione virtuale V-Rock.

## Tracce
1. Holy Diver – 5:50
2. Evil Eyes – 3:38
3. Don't Talk to Strangers – 4:52

## Formazione
- Ronnie James Dio - voce
- Vivian Campbell - chitarra
- Jimmy Bain - basso, tastiere
- Vinny Appice - batteria

## Classifiche
| Classifica                    | Posizione migliore |
| ----------------------------- | ------------------ |
| Germania                      | 52                 |
| Regno Unito                   | 72                 |
| Stati Uniti (mainstream rock) | 40                 |
| Svezia                        | 60                 |